# Sergej Avagimjan
Sergej Vladimirovič Avagimjan (in russo Серге́й Владимирович Авагимян?, in armeno Սերգեյ Ավագիմյան?, Sergey Avagimyan; Kaluga, 5 luglio 1989) è un ex calciatore russo naturalizzato armeno, di ruolo difensore.

## Carriera

### Club
Ha giocato nella massima serie armena e tra la seconda e la terza divisione russa.

### Nazionale
Il 1º giugno 2016 ha esordito con la nazionale armena giocando l'amichevole vinta 0-4 contro El Salvador.

## Statistiche

### Presenze e reti nei club
Statistiche aggiornate al 1º novembre 2021.
| Stagione                | Squadra                 | Campionato              | Campionato | Campionato | Coppe nazionali | Coppe nazionali | Coppe nazionali | Coppe continentali | Coppe continentali | Coppe continentali | Altre coppe | Altre coppe | Altre coppe | Totale | Totale |
| Stagione                | Squadra                 | Comp                    | Pres       | Reti       | Comp            | Pres            | Reti            | Comp               | Pres               | Reti               | Comp        | Pres        | Reti        | Pres   | Reti   |
| ----------------------- | ----------------------- | ----------------------- | ---------- | ---------- | --------------- | --------------- | --------------- | ------------------ | ------------------ | ------------------ | ----------- | ----------- | ----------- | ------ | ------ |
| 2008                    | Makkabi Mosca           | 3D                      | ?          | ?          |                 | -               | -               |                    | -                  | -                  |             | -           | -           | ?      | ?      |
| 2009                    | Nika Mosca              | 2D                      | 23         | 1          | CR              | ?               | ?               |                    | -                  | -                  |             | -           | -           | 23     | 1      |
| 2010                    | Nika Mosca              | 2D                      | 24         | 0          | CR              | ?               | ?               |                    | -                  | -                  |             | -           | -           | 24     | 0      |
| Totale Nika Mosca       | Totale Nika Mosca       | Totale Nika Mosca       | 47         | 1          |                 | ?               | ?               |                    | -                  | -                  |             | -           | -           | 47     | 1      |
| mag.-ott. 2011          | Amur-2010               | 2D                      | 20         | 0          | CR              | 1               | 0               |                    | -                  | -                  |             | -           | -           | 21     | 0      |
| apr.-mag. 2012          | Ganjasar                | BC                      | 3          | 0          |                 | -               | -               |                    | -                  | -                  |             | -           | -           | 3      | 0      |
| 2012-2013               | Spartak Kostroma        | 2D                      | 20         | 0          | CR              | 1               | 0               |                    | -                  | -                  |             | -           | -           | 21     | 0      |
| 2013-2014               | Spartak Kostroma        | 2D                      | 23         | 0          | CR              | 1               | 0               |                    | -                  | -                  |             | -           | -           | 24     | 0      |
| Totale Spartak Kostroma | Totale Spartak Kostroma | Totale Spartak Kostroma | 43         | 0          |                 | 2               | 0               |                    | -                  | -                  |             | -           | -           | 45     | 0      |
| 2014-2015               | Bajkal Irkutsk          | 2D                      | 24         | 2          | CR              | 4               | 0               |                    | -                  | -                  |             | -           | -           | 28     | 2      |
| lug.-dic. 2015          | Bajkal Irkutsk          | 1D                      | 22         | 1          | CR              | 2               | 1               |                    | -                  | -                  |             | -           | -           | 24     | 2      |
| Totale Bajkal Irkutsk   | Totale Bajkal Irkutsk   | Totale Bajkal Irkutsk   | 46         | 3          |                 | 6               | 1               |                    | -                  | -                  |             | -           | -           | 52     | 4      |
| gen.-mag. 2016          | Ararat                  | BC                      | 12         | 0          |                 | -               | -               |                    | -                  | -                  |             | -           | -           | 12     | 0      |
| 2016-apr. 2017          | Ararat                  | BC                      | 2          | 0          |                 | -               | -               |                    | -                  | -                  |             | -           | -           | 2      | 0      |
| Totale Ararat           | Totale Ararat           | Totale Ararat           | 14         | 0          |                 | -               | -               |                    | -                  | -                  |             | -           | -           | 14     | 0      |
| 2017-2018               | Ararat Mosca            | 2D                      | 8          | 0          | CR              | 0               | 0               |                    | -                  | -                  |             | -           | -           | 8      | 0      |
| 2018-2019               | Kaluga                  | 2D                      | 26         | 0          | CR              | 3               | 0               |                    | -                  | -                  |             | -           | -           | 29     | 0      |
| 2019-2020               | Kaluga                  | 2D                      | 15         | 1          | CR              | 2               | 0               |                    | -                  | -                  |             | -           | -           | 17     | 1      |
| 2020-2021               | Kaluga                  | 2D                      | 20         | 0          | CR              | 3               | 1               |                    | -                  | -                  |             | -           | -           | 23     | 1      |
| Totale Kaluga           | Totale Kaluga           | Totale Kaluga           | 61         | 1          |                 | 8               | 1               |                    | -                  | -                  |             | -           | -           | 69     | 2      |
| Totale carriera         | Totale carriera         | Totale carriera         | 242        | 5          |                 | 17              | 1               |                    | -                  | -                  |             | -           | -           | 259    | 6      |

### Cronologia presenze e reti in nazionale
| Cronologia completa delle presenze e delle reti in nazionale ― Armenia | Cronologia completa delle presenze e delle reti in nazionale ― Armenia | Cronologia completa delle presenze e delle reti in nazionale ― Armenia | Cronologia completa delle presenze e delle reti in nazionale ― Armenia | Cronologia completa delle presenze e delle reti in nazionale ― Armenia | Cronologia completa delle presenze e delle reti in nazionale ― Armenia | Cronologia completa delle presenze e delle reti in nazionale ― Armenia | Cronologia completa delle presenze e delle reti in nazionale ― Armenia |
| Data                                                                   | Città                                                                  | In casa                                                                | Risultato                                                              | Ospiti                                                                 | Competizione                                                           | Reti                                                                   | Note                                                                   |
| ---------------------------------------------------------------------- | ---------------------------------------------------------------------- | ---------------------------------------------------------------------- | ---------------------------------------------------------------------- | ---------------------------------------------------------------------- | ---------------------------------------------------------------------- | ---------------------------------------------------------------------- | ---------------------------------------------------------------------- |
| 1-6-2016                                                               | Carson                                                                 | El Salvador                                                            | 0 – 4                                                                  | Armenia                                                                | Amichevole                                                             | -                                                                      | 73’                                                                    |
| Totale                                                                 |                                                                        | Presenze                                                               | 1                                                                      |                                                                        | Reti                                                                   | 0                                                                      |                                                                        |